# Iurivka, Liubar
Iurivka (în ucraineană Юрівка) este localitatea de reședință a comunei Iurivka din raionul Liubar, regiunea Jîtomîr, Ucraina.

## Demografie
Componența lingvistică a localității Iurivka
     Ucraineană (99,22%)
     Alte limbi (0,7%)
Conform recensământului din 2001, majoritatea populației localității Iurivka era vorbitoare de ucraineană (99,22%), existând în minoritate și vorbitori de alte limbi.